# Anees Bazmee
Anees Bazmee (Modasa, 1º novembre 1962) è un regista e sceneggiatore indiano.

## Carriera
Bazmee inizia la propria carriera nel 1988, come dialoghista per il film Hum Farishte Nahin. Dopo essersi preso un anno di pausa, torna nel 1990 come sceneggiatore del film Swarg, diretto da David Dhawan e con protagonisti Rajesh Khanna e Govinda. In seguito collaborerà con Dhawan numerose volte. 
Nel 1995, dopo aver curato la sceneggiatura per oltre dieci film, inclusi successi come Aankhen, Bazmee debutta come regista nel film Hulchul. Interpretato da Ajay Devgn e Kajol, il film passa del tutto inosservato. Tuttavia, Bazmee assume nuovamente Devgan e Kajol nel 1998 per la sua seconda esperienza registica, Pyaar To Hona Hi Tha, che si rivela un successo. Il film è un successo al box office ed è acclamato dalla critica, diventando uno dei maggiori successi dell'anno.
Dopo il successo di Pyaar To Hona Hi Tha, Bazmee prende una pausa di cinque anni dalla regia. Torna nel 2002, con il thriller Deewangee, che si rivela al di sopra della media delle aspettative al box office. Nel 2005 dirige la commedia all-stars No Entry. Il film diventa il maggior incasso dell'anno, guadagnando oltre 430 milioni di rupie indiane. Ottiene un grande successo anche con Welcome e Singh Is Kinng, entrambi con Akshay Kumar e Katrina Kaif nei ruoli principali.
Nel 2009 Firoz A. Nadiadwala rileva i diritti del film Una notte da leoni ed annuncia che Bazmee avrebbe diretto il remake Hindi del film, rendendo questo progetto la prima occasione in cui Bazmee dirige un remake legittimo di un film di Hollywood.

## Filmografia
- Hulchul (1995)
- Pyaar To Hona Hi Tha (1998)
- Deewangee (2002)
- No Entry (2005)
- Sandwich (2006)
- Welcome (2007)
- Singh Is Kinng (2008)
- No Problem (2010)
- Thank You (2011)
- Ready (2011)
- It's My Life (2011)
- No Entry Mein Entry (2012)
- Hera Pheri 4 (2012)